# Stadion Centralny Paxtakor w Taszkencie
Stadion Centralny Paxtakor – wieloużytkowy, największy stadion w Uzbekistanie, leżący w stolicy tego kraju Taszkencie. 

## Charakterystyka
Na stadionie najczęściej odbywają się mecze piłkarskie – gra tutaj zarówno reprezentacja Uzbekistanu jak i najbardziej utytułowany klub w kraju, Paxtakor Taszkent. Stadion posiada także bieżnię lekkoatletyczną, w związku z czym może być także używany do zawodów lekkoatletycznych. Obiekt ten może pomieścić 35 tysięcy widzów. Został wybudowany za czasów ZSRR w 1956 roku, a w roku 1996 przeprowadzono na nim renowację. Boisko piłkarskie ma wymiary 112 na 72 m.